# 迪拜唐人街
2004年12月，在中国驻阿拉伯联合酋长国大使馆经济商务参赞处和中国驻迪拜领事馆的协助下，迪拜国有控股Nakheel开发公司在距Old dubai城东南面15公里的沙漠之中兴建了一个大型的中国商品市场Dragon Mart，中国人将它翻译成为龙城。
龙城即中国商品（迪拜）分拨中心，总建筑面积约为34万平方米，内设近4,000个摊位，由市场、仓库、公寓以及其它配套设施组成。迄今为止，它不仅是阿联酋最大的华人社区，而且是中国在海外建立的面积最大、档次最高、规模最大、产品最全的集商贸、文化、餐饮、娱乐等为一体的综合性商贸城。
由于迪拜位于欧、亚、非三大洲交汇要冲，龙城自然就成为了中国在阿联酋乃至中东地区最大的商品集散和销售批发中心；其贸易对象辐射欧亚非三大洲将近50个国家与地区，囊括了周边高达15亿人口的广阔市场。
同时在龙城的一路之隔，开发商Nakheel先后建设了包括由中国区、英国区、法国区、俄罗斯区、意大利区、西班牙区、摩洛哥区、希腊区、波斯区以及CBD区所组成的International City（翻译做国际城），由于设施完善、物价低廉、区位优势明显，因此吸引了众多的人群在此聚居，目前也是中国人在迪拜最大的聚居地，据不完全统计约有近五万华人在国际城及龙城工作生活。由此也带动了房地产市场的活跃程度，买卖租赁等活动处于迪拜各区域之首，投资回报率多年来一直持续在7~9%，是迪拜投资回报最好的区域。

## 參照
- 阿聯酋華人